# Nun (ägyptische Mythologie)
Nun ist ein altägyptischer Gott, der mit seiner Gemahlin Naunet ein Götterpaar bildete. Während Nun den oberen Himmel außerhalb der Erde repräsentierte, symbolisierte Naunet die ober- und unterirdischen Wasser der Duat.

## Mythologische Verbindungen

### Nun als kosmisches Element
Im Nutbuch und im Grab von Sethos I. wird das Urwasser näher beschrieben, ein Ort der absoluten Finsternis, wo sich „die Erschöpften“ aufhalten. In den Pyramidensprüchen wird dem Hunger befohlen: „Geh doch zum Nun!“, weil er dort nicht existieren kann, und so vernichtet wird.

„31 Die Oberseite des Himmels ist die Keku-semau. Die Außenseite des Himmels befindet sich in Reteh-qabet, welche die Umgrenzung des Himmels ist. 32 Ihre Grenzen (der Umgrenzung) sind unbekannt. 33 Die Grenzen sind im Nun festgemacht als „Müde“. Diese sind im Wasser, indem sie erschöpft sind, das heißt, die Orte. 34 Der Ba  erhebt sich dort nicht. Re geht dort nicht auf. 35 Ohne dass sein Land von Göttern und Verklärten gekannt wird, 35 das heißt, der Ort, in dem die Finsternis ist. 36 Es ist überhaupt kein Licht darin. 37 Jeder Ort breitet nun jeden Schatten aus. 37 Es ist gänzlich mit Finsternis bedeckt, das heißt, die Wasser. 38 Höher sind die Länder erhoben als die gesamte Duat. 38 Die Finsternis dort übertrifft diejenige der Duat.“

Die Begriffe „Müde“ und „Erschöpfte“ beziehen sich auf die Himmelsrichtungen im Nun, die dort nicht mehr existieren. Es handelt sich um ein beliebtes altägyptisches Wortspiel, das die Bedeutungslosigkeit der Himmelsrichtungen im Nun erklärt, ähnlich dem modernen Vergleich, dass im Universum Himmelsrichtungen ihre Zugehörigkeit verlieren, wenn dort kein irdischer Standort als Bezugspunkt vorliegt. In der 58. Szene des Pfortenbuches liegt eine ähnliche Schilderung vor, wo vier mal vier „Müde im Nun“ zu sehen sind.
Die Vorstellungen des Nun fanden im Neuen Reich mit der Einführung des Totenbuches allerdings eine theologische Veränderung. Der wohl aus dem Mittleren Reich stammende Mythos „Buch der Himmelskuh“ verortet den Sonnengott Re noch auf den Rücken der Nut und charakterisiert diesen Bereich als Rückzugsgebiet des Re. Im Nutbuch kann Re dagegen den oberen Himmel des Nun, der sich auf dem Rücken der Nut befindet, in seiner ausgebildeten Form als Gottheit nicht mehr betreten. Ebenso wird im Pfortenbuch der Bereich der Duat zur Region des Nun, obwohl Naunet im Alten Reich als Gemahlin des Nun für diesen Bereich zuständig war. Die theologischen Umdeutungen sind in diesem Zusammenhang mit den Verortungen von Qebehu zusätzlich auffällig.

### Nun als Gottheit
Nun gehört zu den älteren Gottheiten Ägyptens. Man nennt ihn „das Alte“, den „Ursprung der Götter“. Die Darstellung ist rein menschlich, teilweise ohne besondere Attribute, teilweise mit einem Federpaar auf dem Haupt. Wie alle männlichen Mitglieder der Achtheit von Hermopolis kann Nun mit einem Froschkopf dargestellt werden.
Früheste Hinweise auf Nun als menschengestaltige Gottheit liegen in Hermopolis Magna vor. In der dortigen Achtheit bildet Nun mit Naunet seit dem Neuen Reich das erste Paar des Stammbaums, das von Atum erzeugt wurde. In Memphis verband man sie eng mit der Gottheit Ptah zu Ptah-Nun.

### Urhügel
Aus der Urflut bzw. dem Urwasser erhob sich eines Tages der Urhügel, auf dem die Schöpfung ihren Fortgang nahm. Die Schöpfungsmythen von Hermopolis, Heliopolis (altägypt. Iunu) und Memphis unterscheiden sich hierbei.
Auch der Schöpfungsakt der Menschen von Chnum, die aus Lehm geformt werden, findet auf dem Urhügel statt. Mehrere Städte nehmen für sich in Anspruch, der „hohe Boden, der aus dem Nun herauswuchs“ zu sein.